# Paracorus
Paracorus – rodzaj chrząszczy z rodziny kózkowatych i podrodziny zgrzypikowych.

## Zasięg występowania
Przedstawiciele tego rodzaju występują w Afryce Wschodniej Środkowej.

## Systematyka
Do Paracorus należą 4 gatunki:
- Paracorus mirei
- Paracorus praecox